# NGC 2566
NGC 2566 (другие обозначения — ESO 495-3, IRAS08166-2520, MCG -4-20-8, AM 0804-252, UGCA 138, CGMW 2-3181, PGC 23303) — спиральная галактика в созвездии Кормы. Открыта Уильямом Гершелем в 1785 году.
В ядре галактики наблюдается эмиссионная линия на длине волны 2,122 мкм молекулярного водорода. Вероятно, в галактике есть источник рентгеновского излучения, но он удалён на большое расстояние от центра ядра и может не принадлежать галактике. Бар в галактике состоит из двух компонент, балдж имеет голубой цвет и в нём происходит звездообразование, сама галактика имеет очень тусклую внешнюю структуру.
Этот объект входит в число перечисленных в оригинальной редакции «Нового общего каталога».
Галактика NGC 2566 входит в состав группы галактик NGC 2559. Помимо NGC 2566 в группу также входят NGC 2559 и IC 2311.